# Пассаметр

Пассаметр

Пассаметр (рычажная скоба) — регулируемая скоба для более точных измерений внешних диаметров деталей типа тел вращения, таких как валы, оси, болты и т. п., а также для измерений толщин и длин. Позволяет измерять размеры предметов, заготовок (в механической металлообработке) с погрешностью не более 1—2 мкм.
Пассаметр калибруется плитками Иогансона.
Для измерения внутренних диаметров деталей используются пассиметры.